# Polska Federacja Parkour i Freerun
Polska Federacja Parkour i Freerun (PFPF) – ogólnopolska organizacja nonprofit z siedzibą w Gdańsku, założona w 2014 roku, skupiająca i zrzeszająca osoby trenujące parkour oraz freerunning, będąca jedynym prawnym reprezentantem parkour i freerun w Polsce i jedynym podmiotem reprezentującym Polskę na arenie międzynarodowej w parkour i freerun.

## Cele statutowe
Celem PFPF jest propagowanie parkour i freerun jako dyscyplin sportowych oraz formy aktywnego wypoczynku. Federacja powstała, aby wspierać działania polskich organizacji zajmujących się sztuką przemieszczania się oraz aby rozwijać te dyscypliny. W planach Federacji jest doprowadzenie do uregulowania prawnego parkour i freerun jako aktywności, ujednolicenia metod szkoleniowych i zasad współzawodnictwa oraz czuwanie nad jakością użytkową coraz częściej powstających w Polsce placów/sal do treningu parkour/freerun.

## Władze

### Zarząd
- Tomasz Dąbrowski – Prezes Zarządu
- Łukasz Milka – Wiceprezes Zarządu
- Aleksander Raczkowski – Wiceprezes Zarządu

### Komisja rewizyjna
- Paweł Roziewski – Przewodniczący komisji
- Grzegorz Niecko – Członek komisji
- Krystian Czaplicki – Członek komisji

## Członkowie Federacji
Członkami Federacji są polskie stowarzyszenia i organizacje promujące parkour oraz freerunning na szczeblu lokalnym, które aktywnie prowadzą warsztaty/zajęcia/pokazy.
1. Klub Sportowy Movement
2. Parkour Płock
3. Stowarzyszenie ARTE Kalisz
4. FromGym2Street Krościenko nad Dunajcem
5. Stowarzyszenie Krakowski Parkour
6. Stowarzyszenie Parkour United
7. SKY Freerun Poznań
8. UKS Parkour Gdynia
9. UKS Parkour Wejherowo
10. EXEO Poland (członek wspierający)